# ギアリー郡 (カンザス州)
ギアリー郡（英: Geary County）は、アメリカ合衆国カンザス州の中央部東に位置する郡である。2010年国勢調査での人口は34,362人であり、2000年の27,947人から23.0%増加した。郡庁所在地はジャンクションシティ市（人口23,353人）であり、同郡で人口最大の都市でもある。
郡名はカンザス州知事を務めたジョン・ギアリーにちなんで名付けられた。1郡のみでジャンクションシティ小都市圏を構成し、さらにポタワトミー郡、ライリー郡と共に、マンハッタン・ジャンクションシティ広域都市圏を構成している。2010年の国勢調査では、これら3郡をあわせた人口は127,081人である。

## 歴史
1855年8月30日に、カンザス準州議会によって最初に設定された33郡の1つである。当初はデイビス郡と名付けられていたが、その名前をもらったジェファーソン・デイヴィスがアメリカ連合国大統領に就任した後に改名された。

## 法と政府
かつてはアルコールを禁じる、すなわち「ドライ」の郡だったが、1986年にカンザス州憲法が修正され、住民は投票で個人がたしなむアルコール飲料の販売を承認した。ただし、食料販売量の30%までという制限が付いた。この制限は1990年の住民投票で撤廃された。

## 地理
アメリカ合衆国国勢調査局によれば、郡域全面積は404.39平方マイル (1,047.4 km2) であり、このうち陸地は384.69平方マイル (996.3 km2)、水域は19.70平方マイル (51.0 km2) で水域率は4.87%である。

### 隣接する郡
- ライリー郡 - 北
- ワボンシー郡 - 東
- モリス郡 - 南
- ディキンソン郡 - 西
- クレイ郡 - 北西

## 人口動態

人口ピラミッド

以下は2000年の国勢調査による人口統計データである。
| 基礎データ - 人口 - 27,947人 - 世帯数 - 10,458 世帯 - 家族数 - 7,582 家族 - 人口密度 - 28人/km2（73人/mi2） - 住居数 - 11,959軒 - 住居密度 - 12軒/km2（31軒/mi2） 人種別人口構成 - 白人 - 64.13% - アフリカン・アメリカン - 22.03% - ネイティブ・アメリカン - 0.75% - アジア人 - 3.16% - 太平洋諸島系 - 0.41% - その他の人種 - 4.10% - 混血 - 5.41% - ヒスパニック・ラテン系 - 8.45% 年齢別人口構成 - 18歳未満 - 29.6% - 18-24歳 - 13.6% - 25-44歳 - 30.0% - 45-64歳 - 17.4% - 65歳以上 - 9.4% - 年齢の中央値 - 29歳 - 性比（女性100人あたり男性の人口） - 総人口 - 97.3 - 18歳以上 - 94.3 | 世帯と家族（対世帯数） - 18歳未満の子供がいる - 39.6% - 結婚・同居している夫婦 - 56.9% - 未婚・離婚・死別女性が世帯主 - 12.3% - 非家族世帯 - 27.5% - 単身世帯 - 22.5% - 65歳以上の老人1人暮らし - 7.8% - 平均構成人数 - 世帯 - 2.61人 - 家族 - 3.07人 収入と家計 - 収入の中央値 - 世帯 - 31,917米ドル - 家族 - 36,372米ドル - 性別 - 男性 - 25,942米ドル - 女性 - 21,389米ドル - 人口1人あたり収入 - 16,199米ドル - 貧困線以下 - 対人口 - 12.1% - 対家族数 - 9.7% - 18歳未満 - 16.8% - 65歳以上 - 9.9% |

## 都市と町

### 法人化された都市
都市名の後の数字は2010年国勢調査での人口を示す。
- ジャンクションシティ、18,886 - 郡庁所在地
- グランドビュープラザ、1,560
- ミルフォード、530

## その他の町
- ワーフォード

### ライリー砦
スモーキーヒル川とギアリー郡内のレパブリカン川が合流する地点の北にライリー砦があり、その面積はライリー郡と併せて100,656エーカー (407 km2) ある。昼間人口は25,000人であり、下記2つの国勢調査指定地域に入っている。
- フォートライリーノース（ギアリー郡にも跨っている）
- フォートライリー・キャンプ・ホワイトサイド（ギアリー郡のみ）

## 郡区
ギアリー郡は8の郡区に分けられている。ジャンクションシティ市は「政治的に独立」とは見なされ、下記郡区の数字からは外されている。下表で「人口中心」は最大都市であり、特に大きな数字でなければ、郡区の人口に含まれるものである。
| 郡区 | FIPSコード | 人口中心             | 人口  | 人口密度 /km2 (/sq mi) | 陸地面積 km2 (sq mi) | 水域 km2 (sq mi) | 水域率(%) | 座標                                                              |
| --- | ---------- | -------------------- | ----- | ---------------------- | -------------------- | ---------------- | --------- | ----------------------------------------------------------------- |
| ブレイクリー                                                                                            | 07275      |                      | 113   | 1 (3)                  | 93 (36)              | 0 (0)            | 0.01%     | 北緯38度54分32秒 西経96度45分9秒 / 北緯38.90889度 西経96.75250度  |
| ジャクソン                                                                                              | 34775      |                      | 78    | 1 (2)                  | 104 (40)             | 0 (0)            | 0 %       | 北緯39度1分25秒 西経96度33分42秒 / 北緯39.02361度 西経96.56167度  |
| ジェファーソン                                                                                          | 35200      | グランドビュープラザ | 1,651 | 13 (35)                | 124 (48)             | 2 (1)            | 1.55%     | 北緯39度1分53秒 西経96度46分53秒 / 北緯39.03139度 西経96.78139度  |
| リバティ                                                                                                | 40050      |                      | 225   | 1 (3)                  | 171 (66)             | 0 (0)            | 0.03%     | 北緯38度54分53秒 西経96度36分8秒 / 北緯38.91472度 西経96.60222度  |
| ライアン                                                                                                | 43500      |                      | 298   | 3 (7)                  | 113 (43)             | 1 (1)            | 1.20%     | 北緯38度55分17秒 西経96度52分3秒 / 北緯38.92139度 西経96.86750度  |
| ミルフォード                                                                                            | 46550      |                      | 1,583 | 16 (41)                | 101 (39)             | 28 (11)          | 21.49%    | 北緯39度8分59秒 西経96度54分22秒 / 北緯39.14972度 西経96.90611度  |
| スモーキーヒル                                                                                          | 66000      |                      | 4,974 | 33 (86)                | 149 (58)             | 20 (8)           | 11.84%    | 北緯39度2分14秒 西経96度53分58秒 / 北緯39.03722度 西経96.89944度  |
| ウィングフィールド                                                                                      | 80025      |                      | 139   | 1 (3)                  | 123 (48)             | 0 (0)            | 0 %       | 北緯38度59分38秒 西経96度38分37秒 / 北緯38.99389度 西経96.64361度 |
| Sources: “Census 2000 U.S. Gazetteer Files”. U.S. Census Bureau, Geography Division. 2012年4月1日閲覧。 |            |                      |       |                        |                      |                  |           |                                                                   |

## 教育

### 統一教育学区
- ギアリー郡 USD 475